# Johan Garpenlöv
Johan Kjell Garpenlöv (* 21. März 1968 in Stockholm) ist ein ehemaliger schwedischer Eishockeyspieler, -scout und -funktionär sowie derzeitiger -trainer, der im Verlauf seiner aktiven Karriere zwischen 1985 und 201 unter anderem 653 Spiele für die . Während seiner Laufbahn spielte er für die Detroit Red Wings, San Jose Sharks, Florida Panthers und Atlanta Thrashers in der National Hockey League (NHL) auf der Position des linken Flügelstürmers bestritten hat. In seiner schwedischen Heimat wurde Garpenlöv mit Djurgårdens IF dreimal Schwedischer Meister.

## Karriere
Garpenlöv spielte zunächst zwei Jahre in der zweiten schwedischen Liga beim Nacka HK, ehe er in der Saison 1986/87 zu Djurgårdens IF in die Elitserien wechselte. Zuvor war er im NHL Entry Draft 1986 von den Detroit Red Wings aus der National Hockey League (NHL) in der fünften Runde an 85. Stelle ausgewählt worden. 
Nach vier Jahren bei Djurgårdens holten ihn die Red Wings zu Beginn der Saison 1990/91 in die NHL. In seiner Rookiesaison gelangen ihm im Spiel gegen die St. Louis Blues vier Tore. Während der Saison 1991/92 spielte Garpenlöv sowohl bei den Red Wings, als auch bei deren AHL-Farmteam. Im März 1992 wurde er für Bob McGill und ein Achtrunden-Wahlrecht im NHL Entry Draft 1992 zu den San Jose Sharks abgegeben. Dort bildete er die sogenannte OV-Reihe mit den beiden russischen Stars Igor Larionow und Sergei Makarow. Der Schwede blieb bis in die Saison 1994/95 hinein in Nordkalifornien und hatte dort in der Spielzeit 1992/93 seine beste NHL-Saison mit insgesamt 66 Punkten.
Im März 1995 gab San Jose ihn zu den Florida Panthers ab, mit denen er in der Saison 1995/96 das Finale um den Stanley Cup erreichte. Im Sommer 1999 musste er die Panthers nach vier Jahren verlassen, da er im NHL Expansion Draft 1999 von den Atlanta Thrashers ausgewählt worden war. Nach einem Jahr mit den Thrashers ging Garpenlöv zurück in seine schwedische Heimat und spielte noch eine Saison bei Djurgårdens IF.
Nach Beendigung seiner aktiven Laufbahn war der Schwede von 2002 bis 2005 als Assistenztrainer bei Djurgårdens IF tätig, während er beim World Cup of Hockey 2004 in derselben Funktion für die schwedische Nationalmannschaft aktiv war. Anschließend arbeitete er bis 2011 als Scout für Djurgården sowie zeitweise auch für die Dallas Stars aus der NHL. Zwischen 2010 und 2012 fungierte er ebenso als Teammanager der schwedischen Auswahl. Es folgte eine vierjährige Pause, ehe er in den schwedischen Verband Svenska Ishockeyförbundet zurückkehrte – zunächst drei Jahre als Assistenztrainer, gefolgt von drei Jahren als Cheftrainer der Nationalmannschaft. Dieses Amt legte Garpenlöv nach der Weltmeisterschaft 2022 nieder. Im Verlauf der Saison 2022/23 wurde er Ende November 2022 schließlich als Cheftrainer von Djurgårdens IF verpflichtet. Ein Jahr später im November 2023 folgte die Entlassung.

### International
Neben diversen Einsätzen bei Welt- und Europameisterschaften in den schwedischen Junioren-Auswahlteams spielte Garpenlöv bei der Weltmeisterschaft 1992 und beim World Cup of Hockey 1996 für die schwedische Nationalmannschaft.

## Erfolge und Auszeichnungen
- 1984 Goldmedaille bei der TV-Pucken
- 1989 Schwedischer Meister mit Djurgårdens IF
- 1990 Schwedischer Meister mit Djurgårdens IF
- 2001 Schwedischer Meister mit Djurgårdens IF

### International
| - 1985 Goldmedaille bei der U18-Junioren-Europameisterschaft - 1986 Silbermedaille bei der U18-Junioren-Europameisterschaft - 1987 Bronzemedaille bei der U20-Junioren-Weltmeisterschaft - 1990 Silbermedaille bei der Weltmeisterschaft - Goldmedaille bei der Europameisterschaft | - 1991 Goldmedaille bei der Weltmeisterschaft - Silbermedaille bei der Europameisterschaft - 1992 Goldmedaille bei der Weltmeisterschaft - 2018 Goldmedaille bei der Weltmeisterschaft (als Assistenztrainer) |

## Karrierestatistik

### International
Vertrat Schweden bei:
| - U18-Junioren-Europameisterschaft 1985 - U18-Junioren-Europameisterschaft 1986 - U20-Junioren-Weltmeisterschaft 1987 - U20-Junioren-Weltmeisterschaft 1988 - Weltmeisterschaft 1990 | - Canada Cup 1991 - Weltmeisterschaft 1991 - Weltmeisterschaft 1992 - World Cup of Hockey 1996 |

(Legende zur Spielerstatistik: Sp oder GP = absolvierte Spiele; T oder G = erzielte Tore; V oder A = erzielte Assists; Pkt oder Pts = erzielte Scorerpunkte; SM oder PIM = erhaltene Strafminuten; +/− = Plus/Minus-Bilanz; PP = erzielte Überzahltore; SH = erzielte Unterzahltore; GW = erzielte Siegtore; 1 Play-downs/Relegation; Kursiv: Statistik nicht vollständig)